# Juan Miguel Mercado
Juan Miguel Mercado Martín (Granada, 8 luglio 1978) è un ex ciclista su strada spagnolo, professionista dal 1998 al 2007 e vincitore di due tappe al Tour de France.

## Carriera
Passato professionista nel 1998, raggiunge una certa fama nel 2001, quando conquista una frazione di montagna alla Vuelta a España. Negli anni successivi si conferma come uno dei migliori scalatori del panorama ciclistico mondiale; nel 2004 e nel 2006 si aggiudica anche due tappe al Tour de France. In carriera otterrà in totale tredici vittorie. Abbandona l'attività professionistica al termine della stagione 2007.

## Palmarès
- 2001

2ª tappa Vuelta a Burgos (Covarrubias > Lagunas de Neila)
Classifica generale Vuelta a Burgos
5ª tappa Vuelta a España (Gijón > Lagos de Covadonga)
3ª tappa Volta ao Alentejo (Montemor > Portalegre)
- 2002

Classifica generale Setmana Catalana
4ª tappa Vuelta a Castilla y León (San Andrés del Rabanedo > Alto de Redondal)
Classifica generale Vuelta a Castilla y León
- 2003

6ª tappa Critérium du Dauphiné Libéré (Challes-les-Eaux > Briançon)
- 2004

18ª tappa Tour de France (Annemasse > Lons-le-Saunier)
3ª tappa Giro del Trentino (Roncone/Breguzzo > Fiavé)
- 2005

2ª tappa Giro d'Austria (Salisburgo > Lienzer Dolomiten/Nußdorf)
Classifica generale Giro d'Austria
- 2006

10ª tappa Tour de France (Cambo-les-Bains > Pau)

### Altri successi
- 2000

Classifica scalatori Vuelta a Galicia
Classifica giovani Giro del Portogallo
- 2003

Classifica giovani Critérium du Dauphiné Libéré
- 2006

Criterium de Vergt

## Piazzamenti

### Grandi Giri
- Tour de France

2003: 36º
2004: 37º
2006: ritirato
2007: 80º
- Vuelta a España

2001: 5º
2002: 21º
2003: 56º
2005: 9º